# Vișnu
Vișnu (AITS - „Viṣṇu”, Devanagari - विष्णु; scris și „Vishnu”) este unul din zeii principali în religia hindusă. Asociat conservării și protecției, el este al doilea zeu aparținând trinității hinduse (trimurti), alături de Brahma (Creatorul) și de Șiva (Distrugătorul). Vișnu are zece avatare majore, adică încarnări divine (pește, broască țestoasă, porc mistreț, om-leu, pitic) intre care cele mai cunoscute sunt Krișna, Buddha și Rama, sub înfățișarea cărora este de cele mai multe ori venerat. În ramura hindusă numită vișnuism, el este considerat ca fiind zeitatea supremă.
| Nume  | Alte nume                                                            | Avataruri | Geografie               | Imagine |
| ----- | -------------------------------------------------------------------- | --- | ----------------------- | ------- |
| Vișnu | Nārāyana, Venkateshwara, Jagannatha Dattatreya, Hari , Rama, Krishna | Matsya, Kurma, Varāha, Nṛsimha, Vāmana, Parashurāma, Rāma, Kṛshna, Kalki, Vithoba, Gopāl, Balaram, Mohini, Buddha, Naraenten (那羅延天, Japonia) | India, Nepal, Sri Lanka |         |